# سلالة أرغون
سلالة أرغون حكمت المنطقة المجاورة لجنوب أفغانستان ثم سلطنة السند من أواخر القرن الخامس عشر إلى أوائل القرن السادس عشر. ويمكن تقسيم حكم أرغون إلى فرعين: فرع أرغون من ذو النون بك أرغون الذي حكم حتى سنة 1554 م، وفرع ترخان من محمد عيسى ترخان الذي حكم حتى سنة 1593 م.

## عِرق
أرغون أسرة مغولية، قالت بتحدرها من أرغون بن أباقا بن هولاكو. ظهرت على مسرح الأحداث في سجستان ما بين 880 - 1008هـ/ 1475 - 1599م، واتخذت في البداية من مدينة قُنْدُهار عاصمة لها، ودانت بالإسلام، ثم توسعت حتى ضمت السند.

## تاريخ الدولة الأرغونية
ارتبط تأسيس الدولة بشخص ذي النون بك أرغون (880 - 913هـ / 1475 - 1507م) الذي كان يطمح إلى السيادة والسلطة، وكان في حياته من رجال السلطان أبو الغازي حسين ميرزا بايقرا (873 - 911هـ / 1469 - 1506م)، آخر الملوك المشهورين من السلالة التيمورية وعرف في الأساطير باسم «زنو قائد جيش الشاه حسين».
أبلى ذو النون بك أرغون بلاء حسناً في الحروب التي خاضها إلى جانب ولي نعمته حسين بايقرا، فكافأه بتوليته حكم قندهار (نحو سنة 880هـ / 1475م)، فلم يلبث طويلاً حتى استقل بها (سنة 884هـ / 1479م) مستغلاً الخلافات الداخلية في الدولة التيمورية.
وأخذ بمساعدة أبنائه، يتوسع في المناطق الجبلية القريبة من منطقة حكمه، فضم كلاً من بشين وشال ومسْتُونغ (مستنك) إلى دولته من دون مقاومة تذكر.
ثم بدأ يعمل على ضم مناطق من السند، فأرسل ولديه شاه شجاع بك أرغون، ومحمد مقيم خان، فقطعا مضيق بولان (سنة 890هـ / 1485م) واحتلا سِبي من ممتلكات ملك السند جام نَنْدا السَّمّاوي.
ساعد ذو النون الأرغوني بديع الزمان التيموري في ثورته على أبيه حسين بايقرا (سنة 902هـ / 1497م) ليوسع شقة الخلاف، ويستغله في إتمام تأسيس دولته، وارتبط معه بالمصاهرة، فزوج بديع الزمان ابنته.
عمل حسين بايقرا (في سنة 904هـ / 1498م) على استعادة نفوذه في المناطق التي خضعت لذي النون، لكنه أخفق واضطر إلى الارتداد عنها. واستغل ذو النون انتصاره، فأتم توسعه في منطقة سجستان. واستولى على هراة، فزاده هذا الانتصار قوة وبأساً، ونجح ابنه محمد مقيم خان في ضم كابُل مدة من الزمن. وبلغ ذو النون ذروة قوته بوفاة السلطان حسين بايقرا سنة 911هـ / 1506م، لكن الظروف لم تستمر في مصلحته، إذ ما لبث أن اصطدم بزعيم الأزبك شيباني خان (شاهي بك أُزْبك) (906 - 915هـ / 1500 - 1510م) الذي كان في أوج قوته كذلك، وبعد أن سيطر على مناطق متعددة، أخذ يتوسع في خراسان، انجلى الصراع بين الطرفين عن مقتل ذي النون في معركة مَرُوْجَك (مرو) سنة 913هـ / 1507م، واستيلاء شيباني خان على هراة، كما خسر الأرغون إثر ذلك كل ممتلكاتهم في السند.
تولى حكم الأرغون بعد ذي النون ابنه الأكبر شاه شجاع بك أرغون (913 - 930هـ / 507 - 1524م) الذي واجه في أثناء حكمه عدة قوى، على رأسها بابُر ظهير الدين محمد (899 - 937هـ / 1494 - 1530م) مؤسس أسرة المغول التيموريين العظام في الهند، الذي ادعى أنه وريث تيمور في دولته، وبدأ يتوسع على حساب دولة الأرغون منذ عهد ذي النون، وتابع توسعه في عهد شاه شجاع. فاستولى على كابُل وتقدم بجيوشه نحو قُنْدُهار. ومن جهة أخرى كان شيباني خان سلطان الأزبك قد عزز مركزه في خراسان بعد انتصاره على جميع جيرانه من الملوك والأمراء، كما بدأت تظهر إلى الوجود قوة جديدة هي الدولة الصفوية، التي أسسها إسمهعيل الصفوي سنة 908هـ / 1520م واتخد مؤسسها لنفسه لقب شاه (908 - 930هـ / 1502 - 1524م)، وامتدت ممتلكاته غرباً حتى هراة، وكان توسعه في هذا الاتجاه على حساب دولة الأرغون. ولما كان شاه شجاع بك يريد أن يحافظ على أملاكه بين هذه القوى المتصارعة، فقد وجد نفسه مضطراً إلى الاعتراف بسلطة شيباني خان الأزبكي على دولة الأرغون، وساعده شيباني مقابل ذلك على استعادة قندهار سنة 913هـ / 1507م من بابُر.
انصرف شاه بك، بعد ذلك، إلى تدعيم سلطانه ونفوذه في قندهار، وتعرض في أثناء ذلك إلى ثلاث محاولات قام بها بابر لاحتلال المدينة، وأخفق في اثنين منها ونجح في المرة الثالثة (سنة 928هـ / 1522م).
تخلص شاه شجاع بك من سيطرة الدولة الأزبكية، اثر انهزام شيباني خان أمام إسمهعيل الصفوي ومقتله في المعركة الكبرى بينهما بالقرب من مَرو سنة 916هـ / 1510م، واستيلاء شاه إسمهعيل على هراة، وإكراهه أهلها على اعتناق مذهب الشيعة. إلا أن دولة الأرغون أضحت بذلك محاصرة من الصفويين في خراسان، والأزابكة في خوارزم وعاصمتهم خيوة، وبابر سلطان المغول في الهند.
وعندما حاول شاه شجاع عبثاً التفاهم مع الشاه إسمهعيل، قبض عليه إسمهعيل وسجنه في هراة، لكنه فر من سجنه، واستغل فرصة انشغال إسمهعيل الصفوي بقتال العثمانيين وانهزامه أمامهم في موقعة جالديران (سنة 920هـ / 1514م)، وكذلك انشغال بابر باسترجاع سمرقند (سنة 920هـ / 1514م)، فسارع إلى مد سلطته خارج قندهار التي كان يخشى كثرة الطامعين فيها، واتجهت أنظاره قبل كل شيء نحو شرقي سجستان والسند، حيث أخذ يمد نفوذه منذ سنة 919هـ/ 1513م، مستفيداً من المشاكل الداخلية التي كان يعاني منها جام فيروز في السند، وانتصر عليه سنة 926هـ/ 1520م، ثم اكتسح تتا عاصمة السند الجنوبي، فاضطر جام فيروز إلى عقد صلح مع شاه شجاع تخلى بموجبه عن حكم السند الأعلى (السند الشمالي). ولكن جام فيروز ما لبث أن نقض المعاهدة، فزحف عليه شاه شجاع بك، وخلعه، واحتل السند بكاملها، وقضى على الدولة السَّمّاوِية، وأسس الدولة الأرغونية في السند.
ولما تعرضت مدينة قندهار سنة 928هـ / 1522م لغزو بابر وسقطت في يده، تراجع شاه شجاع بك إلى ممتلكاته الجديدة في السند وجعل عاصمته مدينة بَخَر أو بَكَر (بكهر) الواقعة على جزيرة في نهر السند.
كانت العاصمة الجديدة حصينة يتعذر الاستيلاء عليها، وهي تقوم في موقع صالح لإخضاع مملكة لنغا في بلاد مُلْتان وإخضاع القبائل التي تساندها، وعلى رأسها القبائل البلوخية القاطنة في شمالي السند، والتي تحالفت فيما بينها عليه. فقاتلها شاه شجاع بك واشتد في معاملة أهلها، فذبح سكان اثنتين وأربعين قرية من البلوخيين، ومع ذلك لم يفلح في إخضاع السند الشمالي، وما لبث أن توفي سنة 930هـ / 1524م، فخلفه ابنه شاه حسين أرغون (930 - 961هـ / 1524 - 1554م).
بدأ شاه حسين أرغون حياته السياسية بمسألة بابر، فأعلن خضوع دولة الأرغون لنفوذه، وأقر له بالسلطة العليا، وخطب باسمه على المنابر، فأطلق بابر يده في بلاد السند وما جاورها، فغزا بلاد الملتان والمناطق المحيطة بها أكثر من مرة، كان آخرها سنة 934هـ / 1528م، كما حاصر العاصمة ملتان، حتى سقطت بيده بعد حصار طويل. وانتقم من القبائل البلوخية وغيرهم من أنصار دولة لنغا فقتل عدداً كبيراً منهم، وعين على ملتان حاكماً من عنده، وعاد إلى عاصمته ثتة.
ولم يكد شاه حسين يغادر المنطقة حتى ثار سكان ملتان على الحاكم الذي عينه وطردوه. ويبدو أن الظروف السياسية المحيطة بدولة أرغون، وازدياد قوة بابر ويأس شاه حسين من خضوع سكان ملتان لسلطته مع الجهد الكبير الذي بذله بابر لهذا الغرض، هذه العوامل كلها دفعته إلى عدم محاولته الانتقام لما حدث لعامله، كما أنه لم يحاول بعد ذلك إعادة فرض سلطته على المنطقة.
أعلنت دولة لنغا بعد ذلك، تخلصاً من غارات شاه حسين الأرغوني، اعترافها بسلطة بابر الذي ألحقها بامبراطوريته سنة 937هـ / 1530م، وأصبح السند الشمالي بذلك تحت حكمه. بقي شاه حسين آمناً في بلاده إلى أن استنصره هُمايون بن بابر الذي تولى الحكم بعد وفاة أبيه سنة 937هـ / 1530م، وكان هُمايون قد أصيب بنكسات شديدة ألجأته إلى الاستجارة بصديقه شاه حسين أرغوني. فقد لحقت بهمايون هزيمة ساحقة أمام شير شاه الأفغاني سلطان دهلي سنة 947هـ / 1540م، الذي أتبع نصره بطرد هُمايون من شمالي الهند، وأقام همايون في ضيافة شاه حسين مدة عامين ونصف العام آملاً في مساعدته على شيرشاه، ولكن شاه حسين فضل عدم توريط نفسه في معركة غير مضمونة. واضطر همايون سنة 950هـ / 1543م إلى القيام بهذه المهمة بمفرده فحاصر بخر (بكر) من دون طائل، وانسحب بعدها إلى قندهار عن طريق ممر بولان.
وأصاب كامران بن بابر ما أصاب أخاه همايون، ففقد كابل والتجأ إلى الشاه حسين، وتزوج بابنته، وأقام عنده أعواماً فقد خلالها بصره.
عكرت الدسائس والمؤامرات صفو الأعوام الأخيرة من حياة شاه حسين: فانحرفت حاله، وساء تقديره للأمور، وتغلبت عليه السوداء وشعر كبار رجال الدولة أن الوضع يستلزم حاكماً قوياً قادراً لأن الأرغونيين لم يكونوا أكثر من جيش احتلال في السند، وليس لهم سلطان كبير في البلاد. ولما لم يكن لشاه حسين ولد، وكانت ابنته الوحيدة ماه جُوجَك قد تزوجت كامران بن بابر، وصحبت زوجها إلى مكة، فقد قرر كبار رجال الدولة في (سنة 961هـ / 1554م) خلع شاه حسين وتسليم دفة الحكم إلى الأمير عيسى ترخان بن عبد العالي بن عبد الخالق كبير أبناء الفرع الأكبر من سلالة أرغون. وما لبث شاه حسين أن توفي في سنة 963هـ / 1556م، فسقطت بموته الدولة الأرغونية «ذو النونية» بعد أن حكمت نحو ثمانين سنة.